# Kaliumbisulfat
Kaliumbisulfat är ett salt av kalium och svavelsyra med formeln KHSO4. Det förekommer naturligt i mineralerna Mercallit och Misenit.

## Egenskaper
Kaliumbisulfat är frätande och bildar en sur lösning i vatten.
{\displaystyle {\rm {KHSO_{4}+H_{2}O\rightarrow K^{+}+H^{+}+SO_{4}^{2-}}}}
Vid upphettning sönderfaller kaliumbisulfat till kaliumpyrosulfat (K2S2O7).
{\displaystyle {\rm {2\ KHSO_{4}\rightarrow K_{2}S_{2}O_{7}+H_{2}O}}}

## Framställning
Kaliumbisulfat framställs genom att svavelsyra (H2SO4) neutraliseras med underskott av kaliumhydroxid (KOH).
{\displaystyle {\rm {H_{2}SO_{4}+KOH\rightarrow KHSO_{4}+H_{2}O}}}
Det kan också framställas genom att lösa upp kaliumklorid (KCl) i svavelsyra.
{\displaystyle {\rm {KCl+H_{2}SO_{4}\rightarrow KHSO_{4}+HCl}}}

## Användning
Kaliumbisulfat kan precis som natriumbisulfat lösa upp kalk och används därför i olika typer av rengöringsmedel.